# پاهای طلایی
پاهای طلایی (ایتالیایی: Gambe d'oro) یک فیلم کمدی ایتالیایی است که در سال ۱۹۵۸ منتشر شد.

## داستان
بارون لوییجی فونتانا، تولیدکننده ثروتمند و رئیس تیم فوتبال آماتور سریگنولا است که پس از یک فصل موفق، در آستانه صعود به لیگ سری C قرار دارد. فضای تیم دوستانه و متحد است و بازیکنان مانند خانواده‌ای به هم نزدیکند، که این اتحاد تا حد زیادی مدیون مربی دلسوز و سخت‌کوش آنها، آرمندو، است. آرمندو سال‌هاست با لوییجی رابطه‌ای پیچیده و نه چندان بی‌دغدغه دارد. در حالی که آرمندو همه تمرکزش را روی تیم و موفقیت‌هایش گذاشته، لوییجی علاقه چندانی به مسائل تیم ندارد و این موضوع باعث نگرانی اطرافیانش به‌ویژه دخترش کارلا شده است. کارلا با آلدو، وینگر راست تیم، رابطه عاشقانه‌ای دارد که لوییجی آن را به شدت نمی‌پسندد.
وقتی مدیر برنامه‌ای از شمال کشور به نمایندگی از کامنداتور رِنزونی، مالک یک باشگاه بزرگ لیگ برتر، برای خرید آلدو و مهاجم مرکزی فرانکو وارد می‌شود، شرایط تغییر می‌کند. لوییجی که به سود مالی اهمیت می‌دهد، در ابتدا با انتقال دو بازیکن کلیدی موافقت می‌کند، اما به تدریج علاقه‌اش به تیم افزایش می‌یابد. این خبر در سراسر کشور پیچیده و برای آلدو فرصتی برای تحقق عشقش با کارلا و برای فرانکو آرامش زندگی خانوادگی فراهم می‌کند. اما آرمندو که نگران از هم گسیختن انسجام تیم است، از تصمیم لوییجی ناامید می‌شود و از سمت مربیگری استعفا می‌دهد. لوییجی جای او را می‌گیرد.
بدون حضور مربی، تیم دومین شکست فصل را متحمل می‌شود و بازیکنان دچار اختلاف و تنش می‌شوند. هم‌زمان، رِنزونی قصد دارد بازیکنان بیشتری را به تیمش جذب کند.
اما وقتی تیم ملی برای آماده‌سازی مسابقه‌ای به شهر می‌آید، قرار می‌شود یک بازی دوستانه با سریگنولا برگزار شود. لوییجی آرمندو را دعوت می‌کند تا بار دیگر رهبری تیم را برعهده گیرد. بازیکنان با انگیزه فراوان، بازی را با درخشش آلدو و فرانکو می‌برند و لوییجی اجازه می‌دهد آلدو با کارلا ازدواج کند.
این تجربه باعث می‌شود لوییجی اهمیت واقعی تیم و دوستی‌ها را درک کند و تصمیم بگیرد به جای فروختن ستاره‌های تیم، قراردادها را لغو کند و به خواسته‌های بازیکنان و آرمندو احترام بگذارد. این تصمیم، شادی و آرامش را به تیم بازمی‌گرداند و به پایان خوشی برای همه منجر می‌شود.

## بازیگران
- توتو
- ممو کاروتنوتو
- رزلا کومو
- شیلا گابل
- پائولو فراری
- دولوریس پالومبو
- توری پاندولفینی
- لوئیجی پاوزه
- نینو وینجلی
- والتر سانتسو
- السا مرلینی
- جیمی ایل فنومنو
- برونو کاروتنوتو
- جامپی‌یرو لیترا